# Rothschild-Boulevard

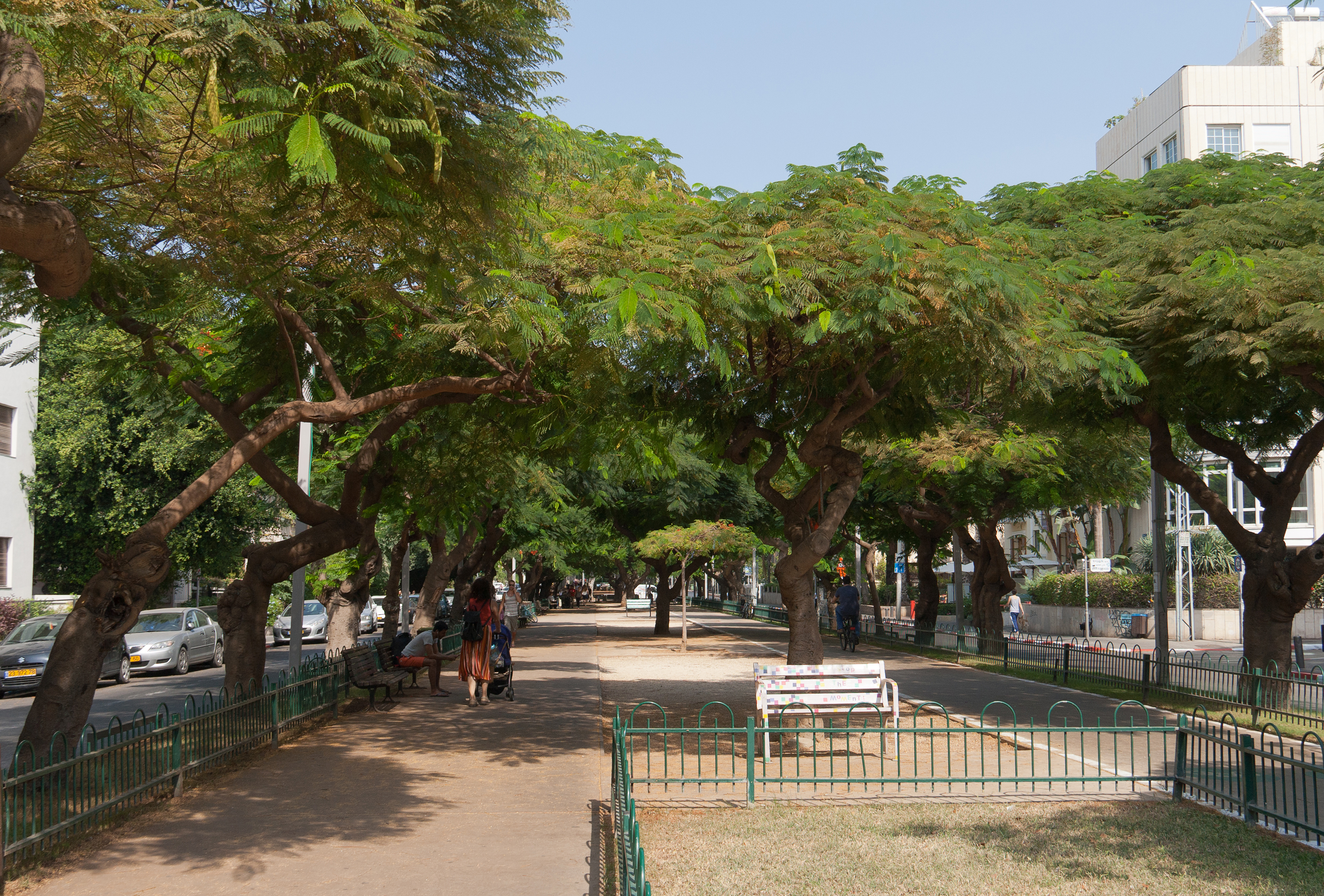
Flanier-Meile mit Bäumen auf dem Rothschild-Boulevard

Der Rothschild-Boulevard (hebräisch שְׂדֵרוֹת רוֹטְשִׁילְד Sderōt Rōṭschīld) ist ein Boulevard im Zentrum von Tel Aviv in Israel. Er beginnt in Newe Zedeq im Südwesten und führt nach Norden bis zum Theater haBimah. Er ist eine der kostspieligsten Wohnstraßen der Stadt und mit seinen Gebäuden im Stil des Bauhauses und Eklektizismus gleichzeitig eine Touristenattraktion. Die Sderot Rothschild haben in ihrer Mitte einen breiten, baumbestandenen Mittelstreifen mit Promenade, Spielplätzen und Radweg. Auf dem Mittelstreifen im südwestlichen Straßenverlauf, Kreuzung Allenby Street, befindet sich seit 1949 das Denkmal der Gründer Tel Avivs.

## Geschichte
Mit Gründung des Jaffaer Vororts Achusat Bajit 1909, wie Tel Aviv zunächst hieß, durch die Bauherrin, die Terraingesellschaft Achusat Bajit, ließ diese die Sderot Rothschild in einer langgestreckten Senke in den Dünen dieses Neubaugebietes anlegen. Die Senke wurde mit Sand aufgefüllt, weshalb sie als Baugrund zu instabil erschien, so dass man ihren Verlauf in voller Breite mit einer Allee überbaute, deren Rändern entlang das Gelände dann zu Baugrundstücken parzelliert wurde. Kurz nach ihrer Fertigstellung forderten Anwohner, dass die Allee zu Ehren Baron Edmond James de Rothschilds benannt werde. Der Vorstand der Terraingesellschaft schrieb am 24. Dezember 1910 an Rothschild, um um seine Einwilligung zur Benennung einzukommen.
Eine große Anzahl Bauhausgebäude steht an den äußeren Straßenrändern des Boulevards, darunter der von Carl Rubin zur Nutzung als Museum umgebaute Beit Dizengoff. Einer seiner Museumssäle bot die geräumige Bühne, als am 14. Mai 1948 Mitglieder der Volksverwaltung, die provisorisch gebildete Exekutive des Jischuvs, die Unabhängigkeit Israels erklärten. Der Saal ist als Haus der Unabhängigkeit offen für Besucher.

## Bildergalerie

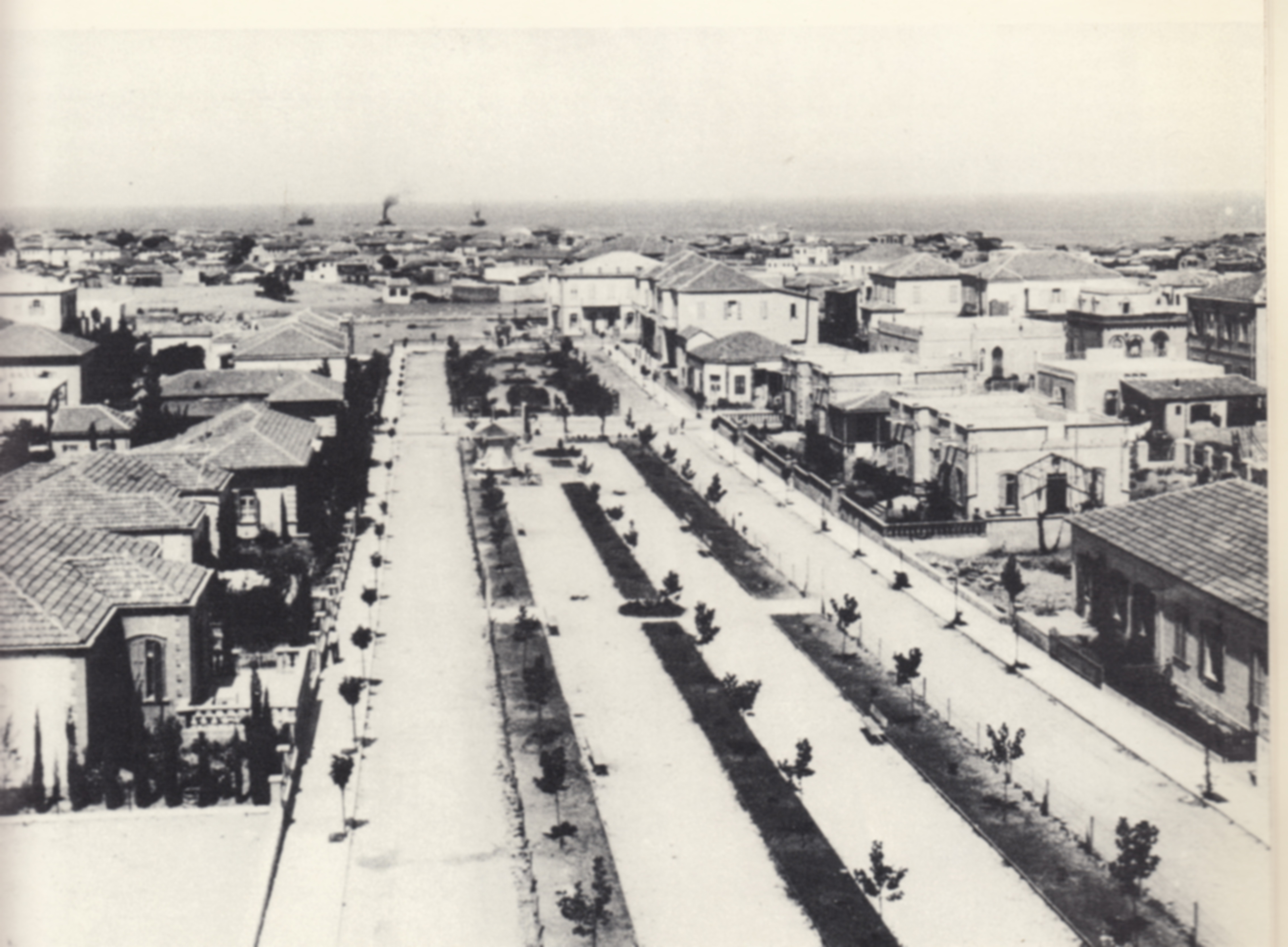
Aufnahme aus dem Jahr 1913
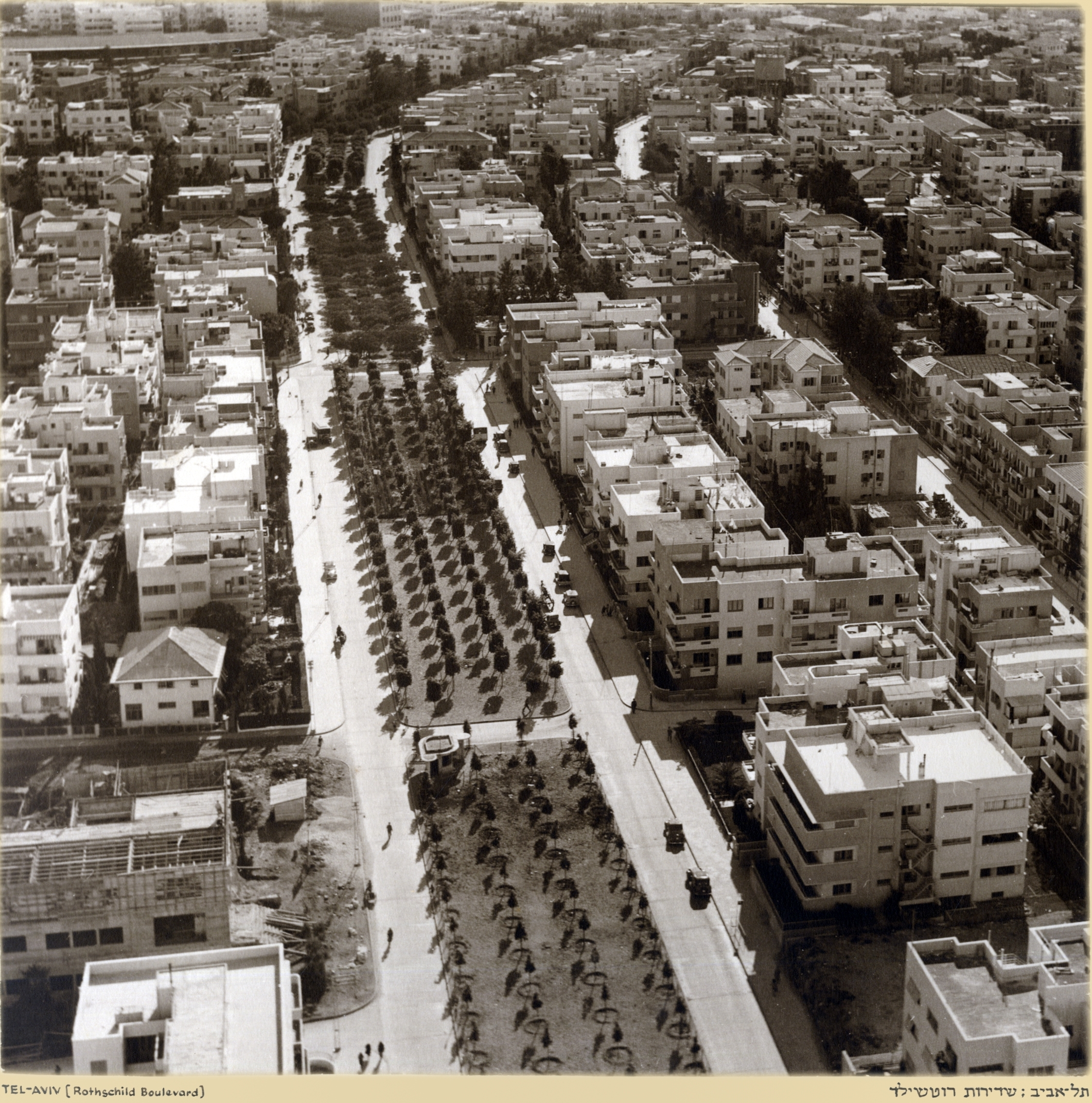
Aufnahme aus dem Jahr 1937
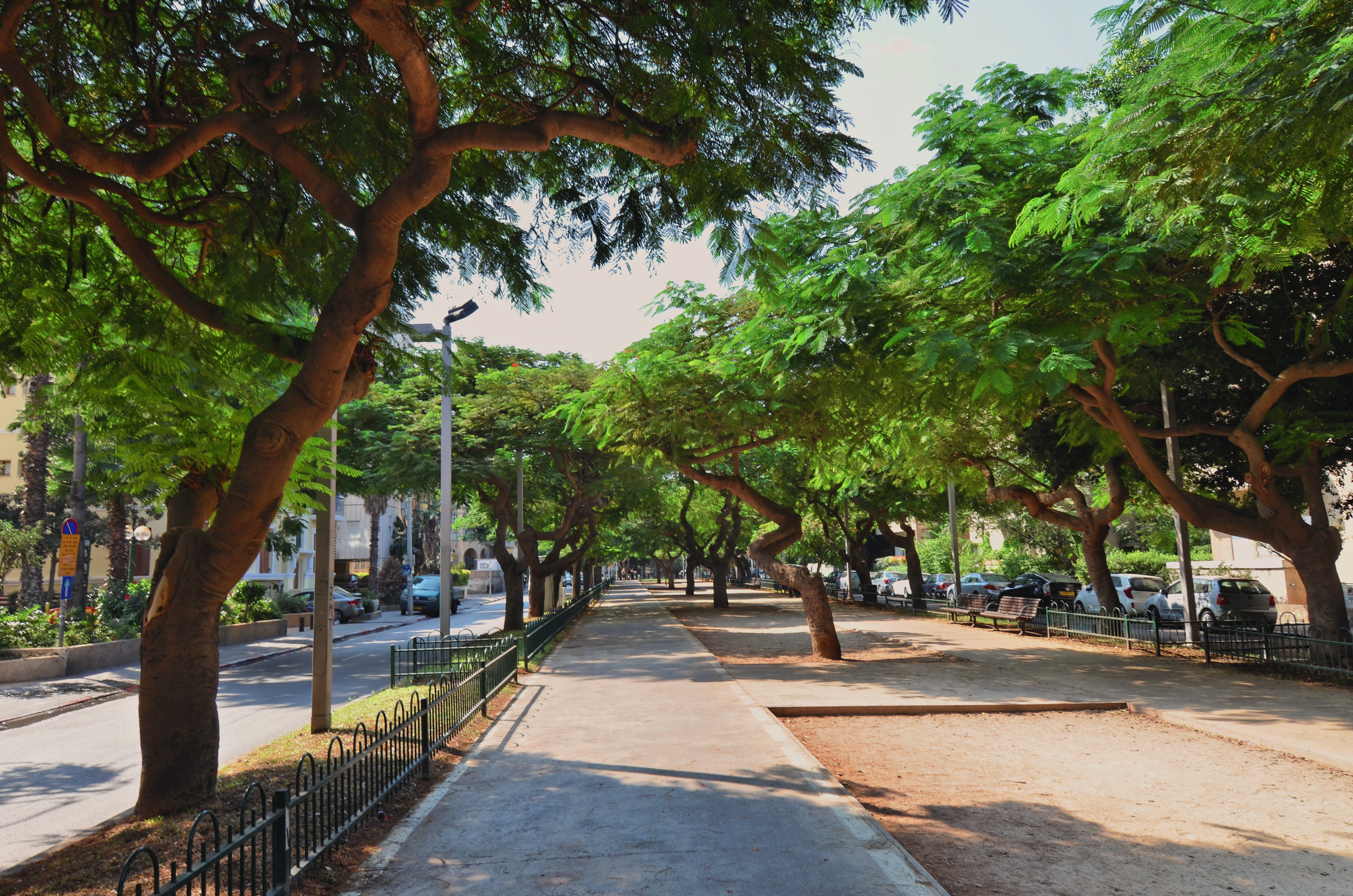
Baumbestand
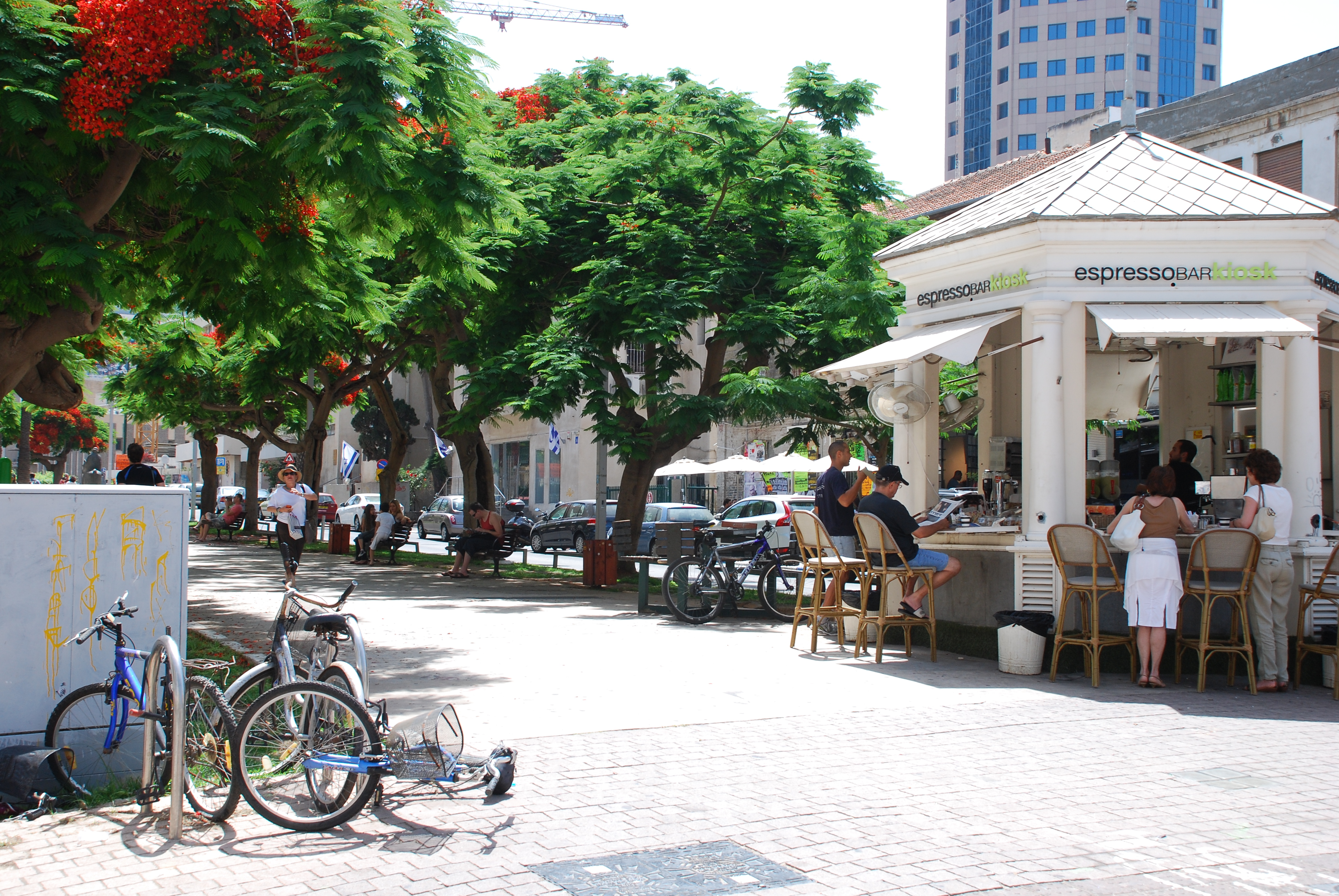
Kiosk
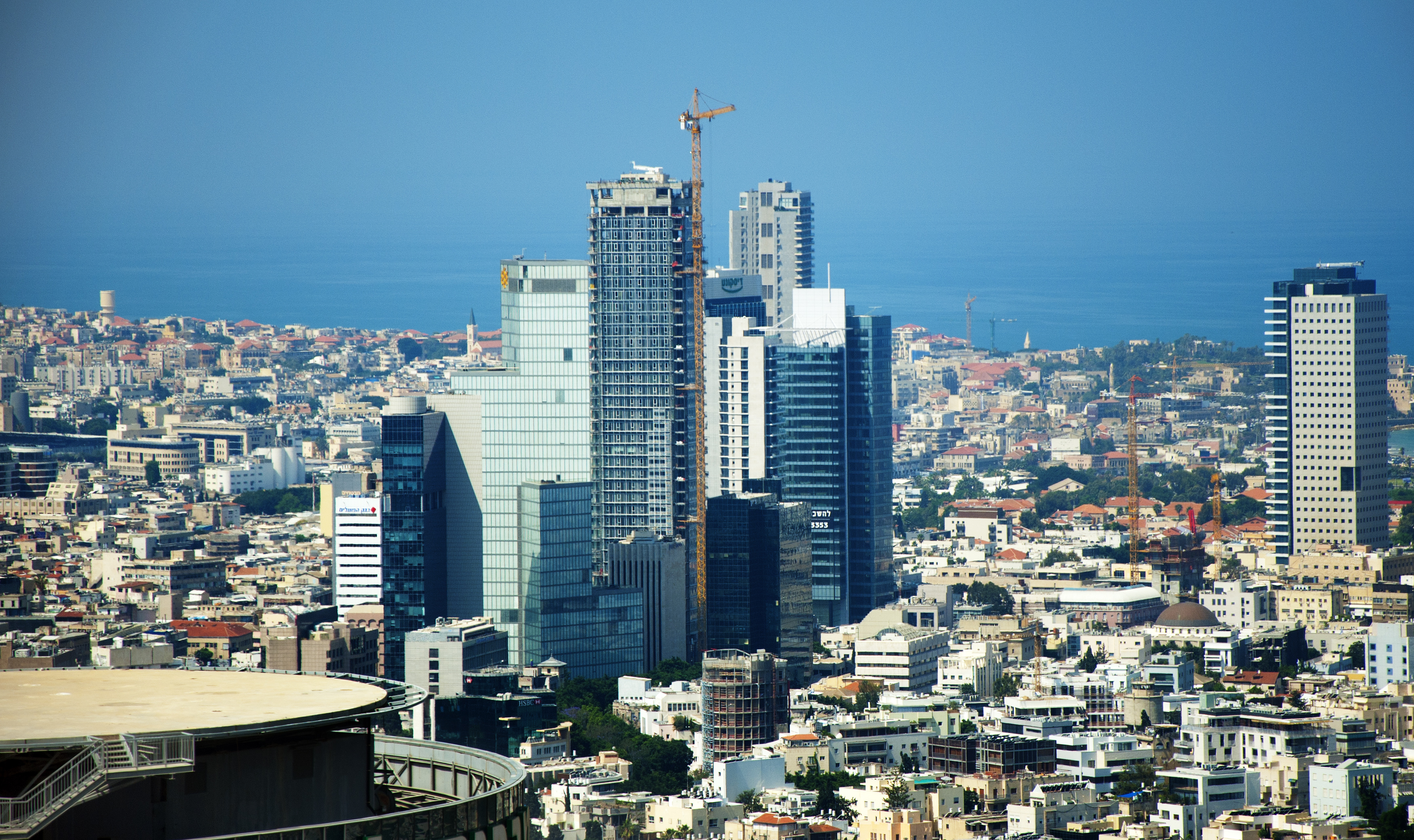
Wolkenkratzer am Rothschild-Boulevard
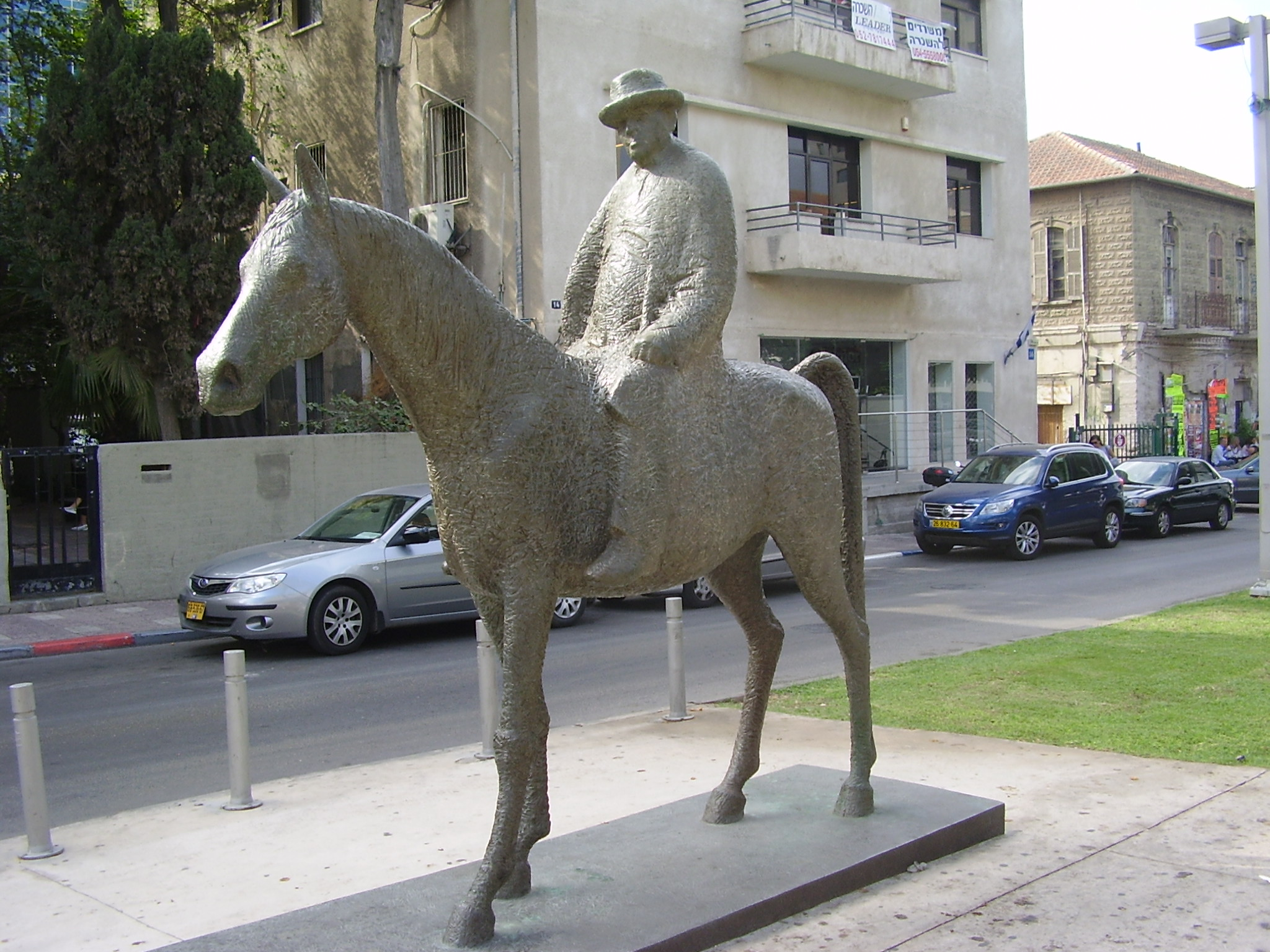
Statue zu Ehren Meir Dizengoffs (erster Bürgermeister der Stadt)
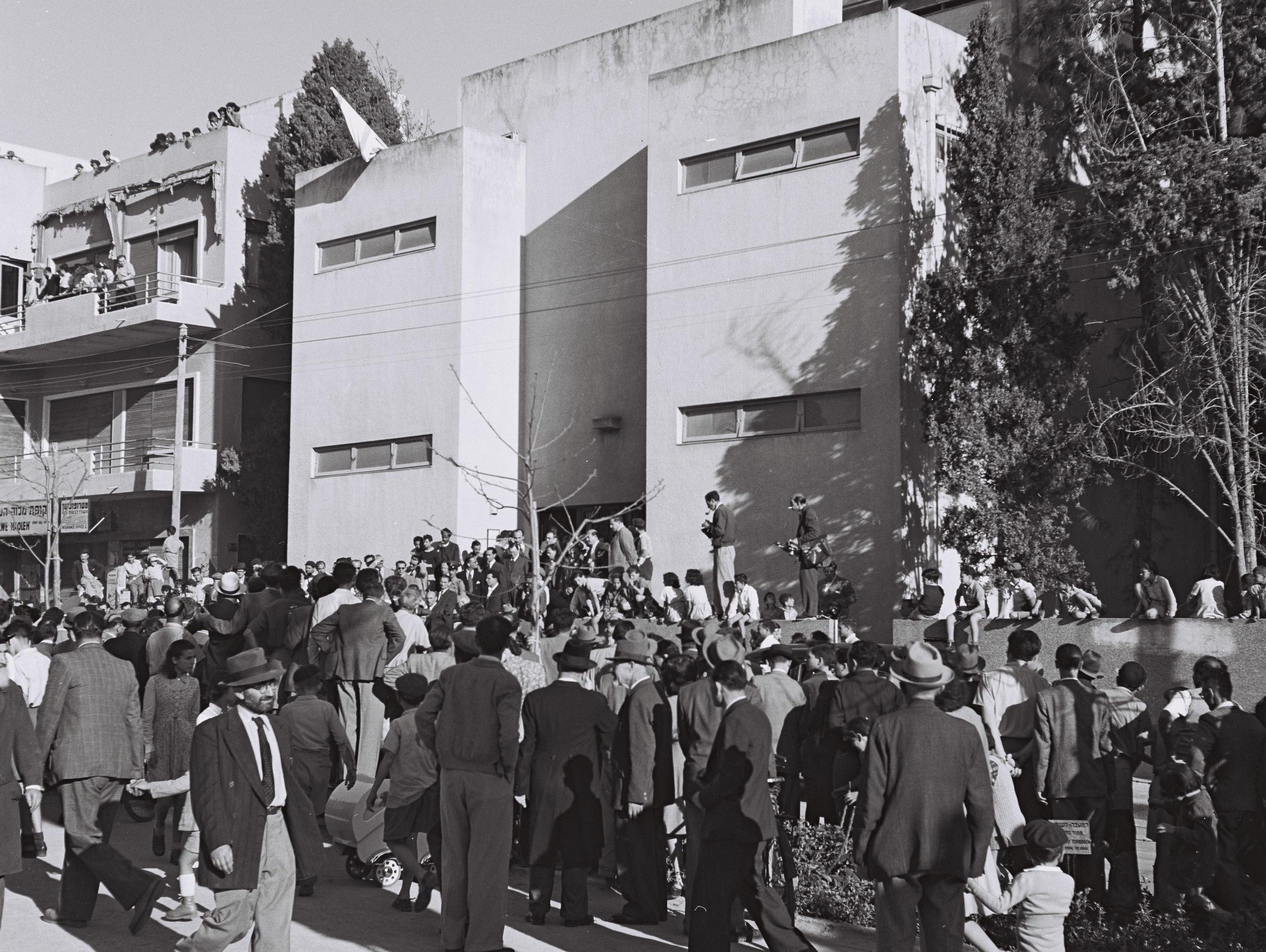
Tag der Unabhängigkeitserklärung am 14. Mai 1948 vor der Independence Hall